# Seznam památek v Boskovicích

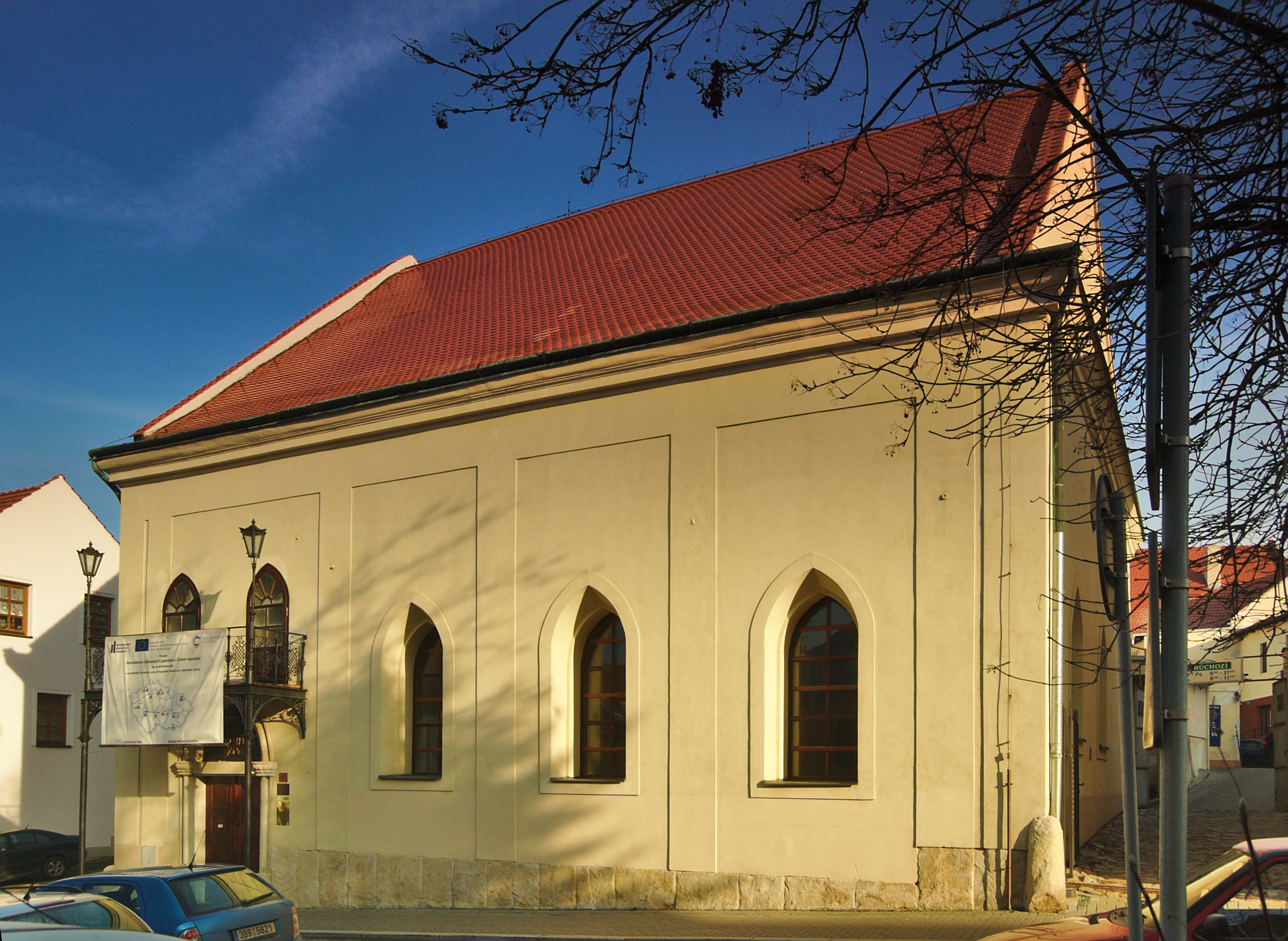
Větší synagoga

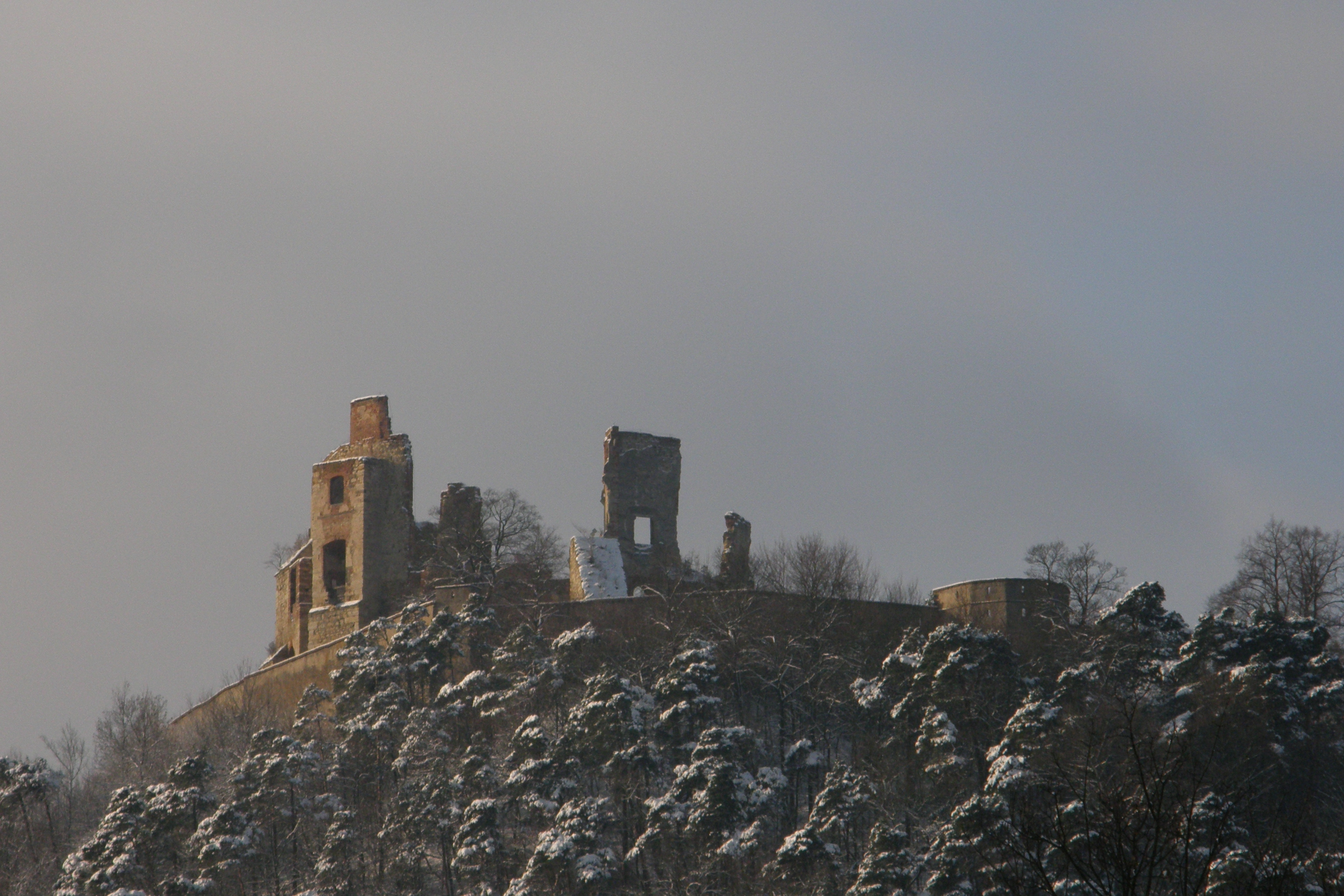
Boskovický hrad

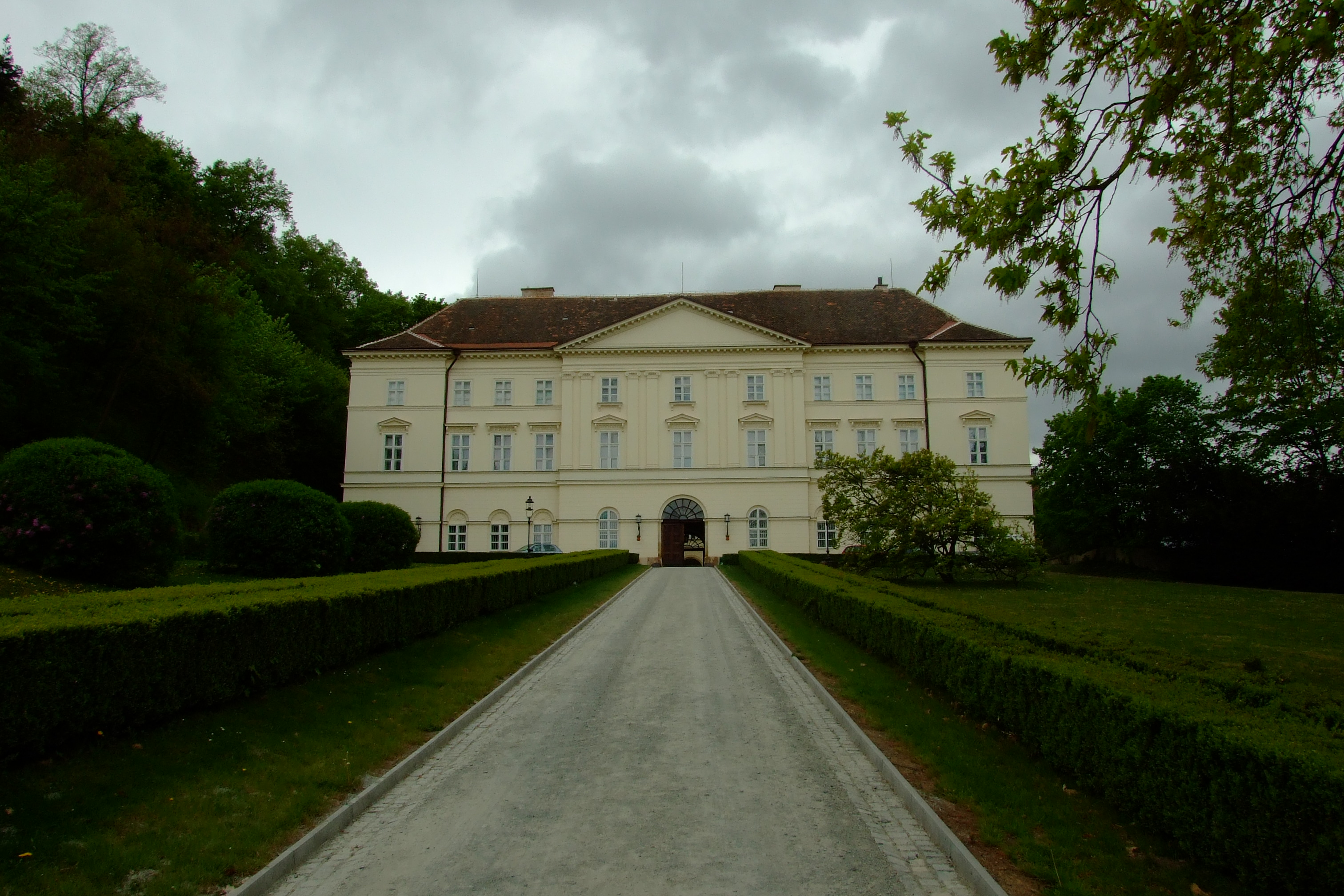
Boskovický zámek

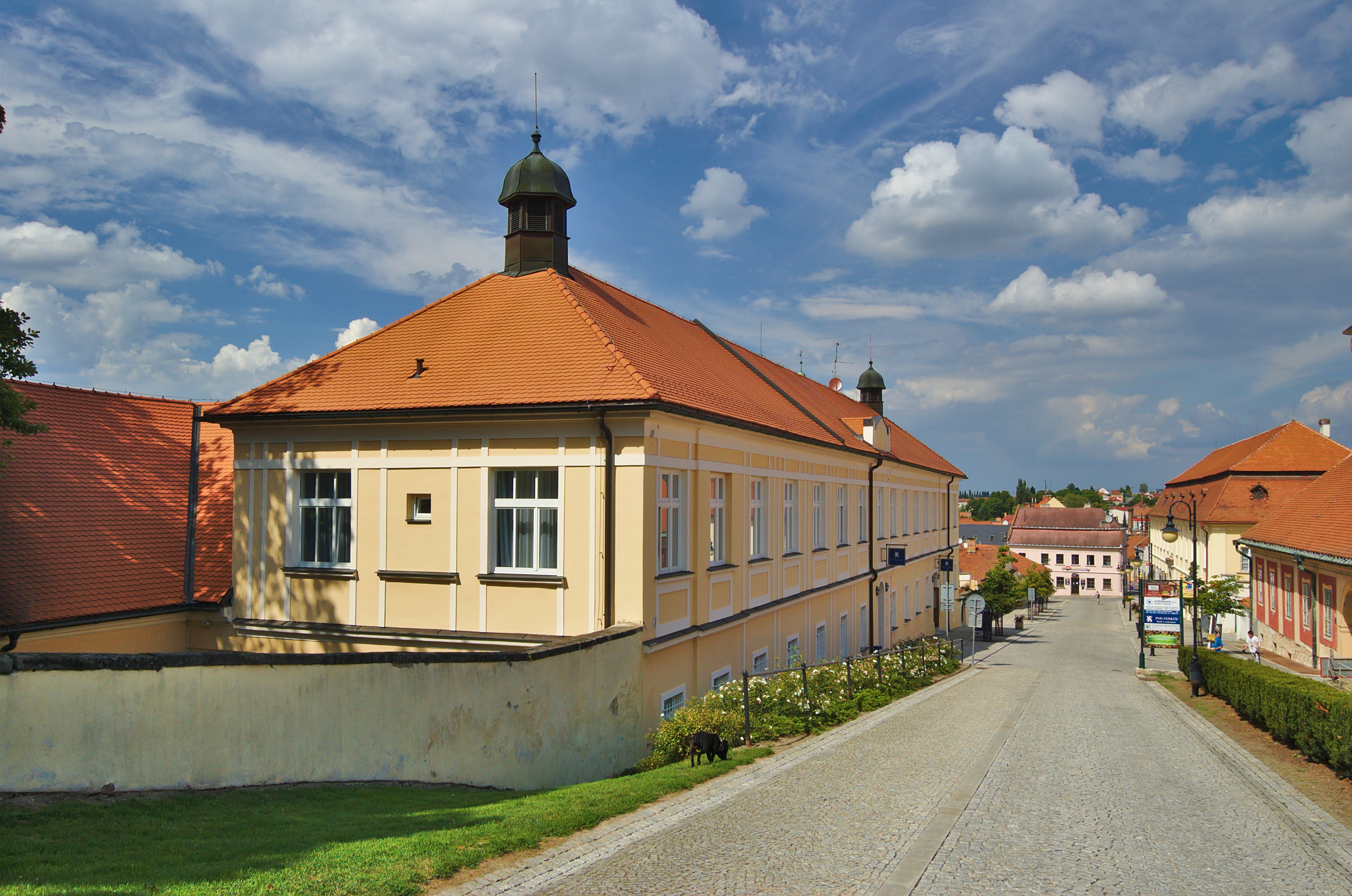
Bývalý klášter milosrdných sester svatého Vincence z Pauly

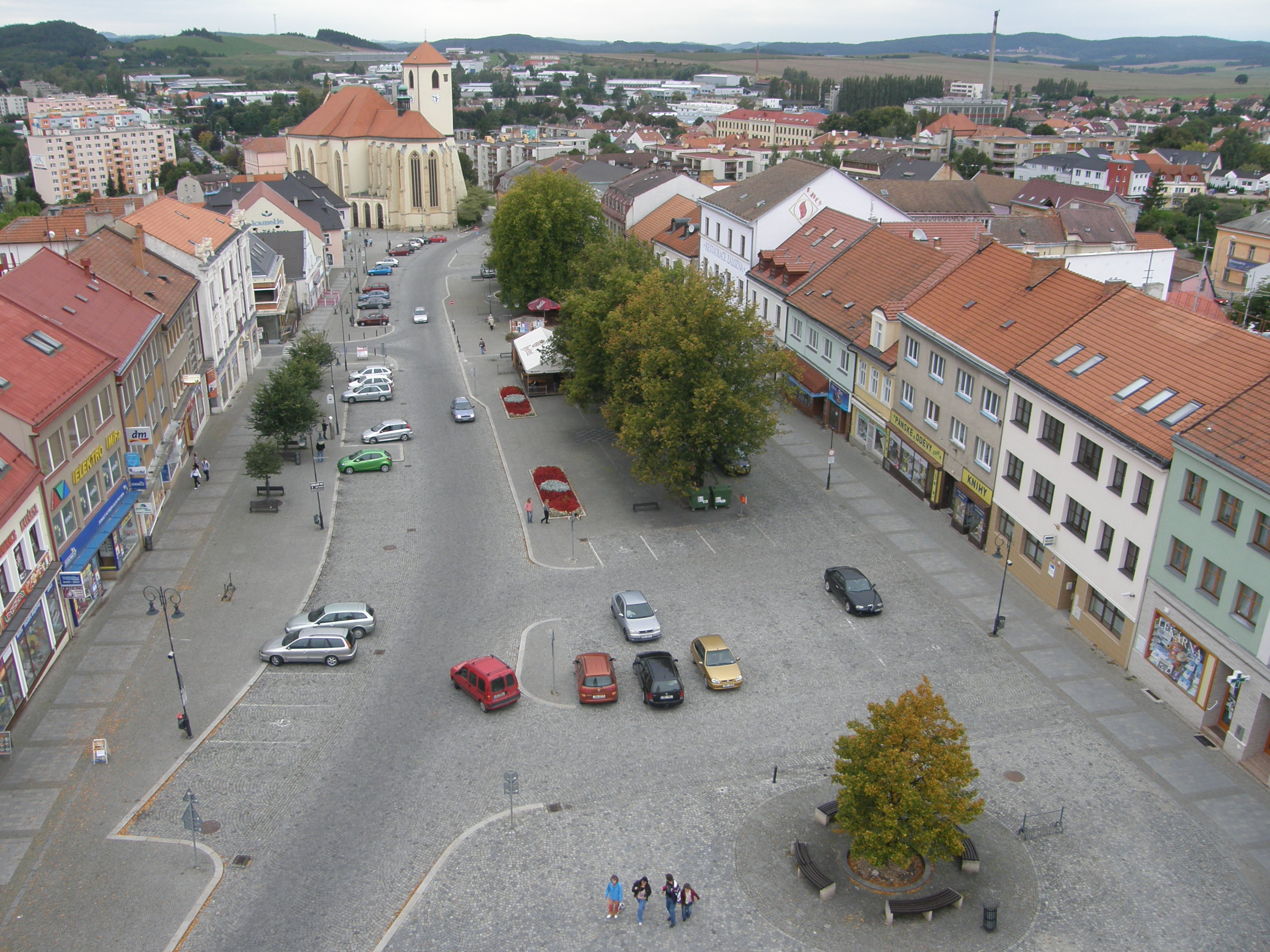
Masarykovo náměstí s kostelem svatého Jakuba Staršího

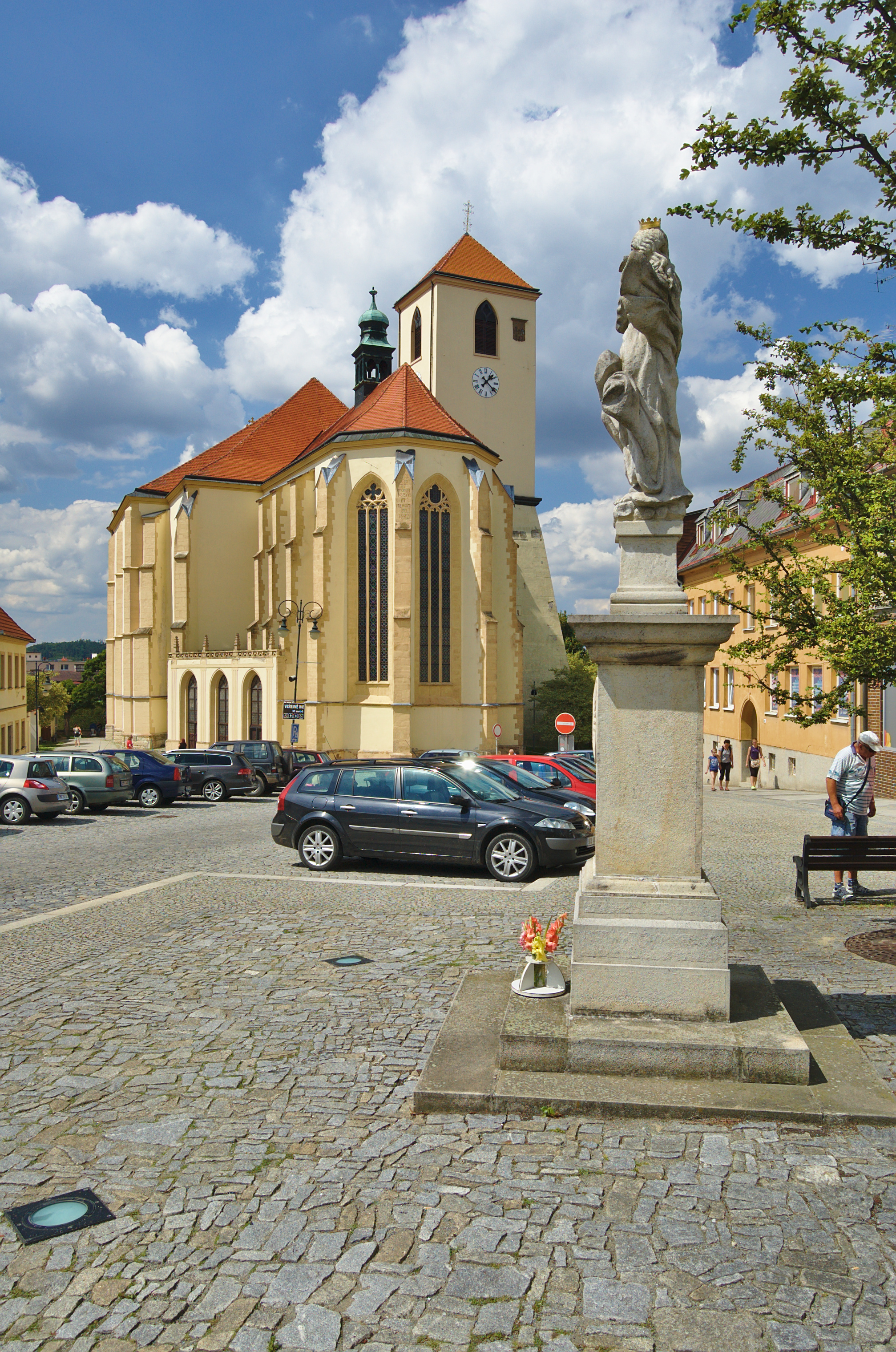
Kostel sv. Jakuba

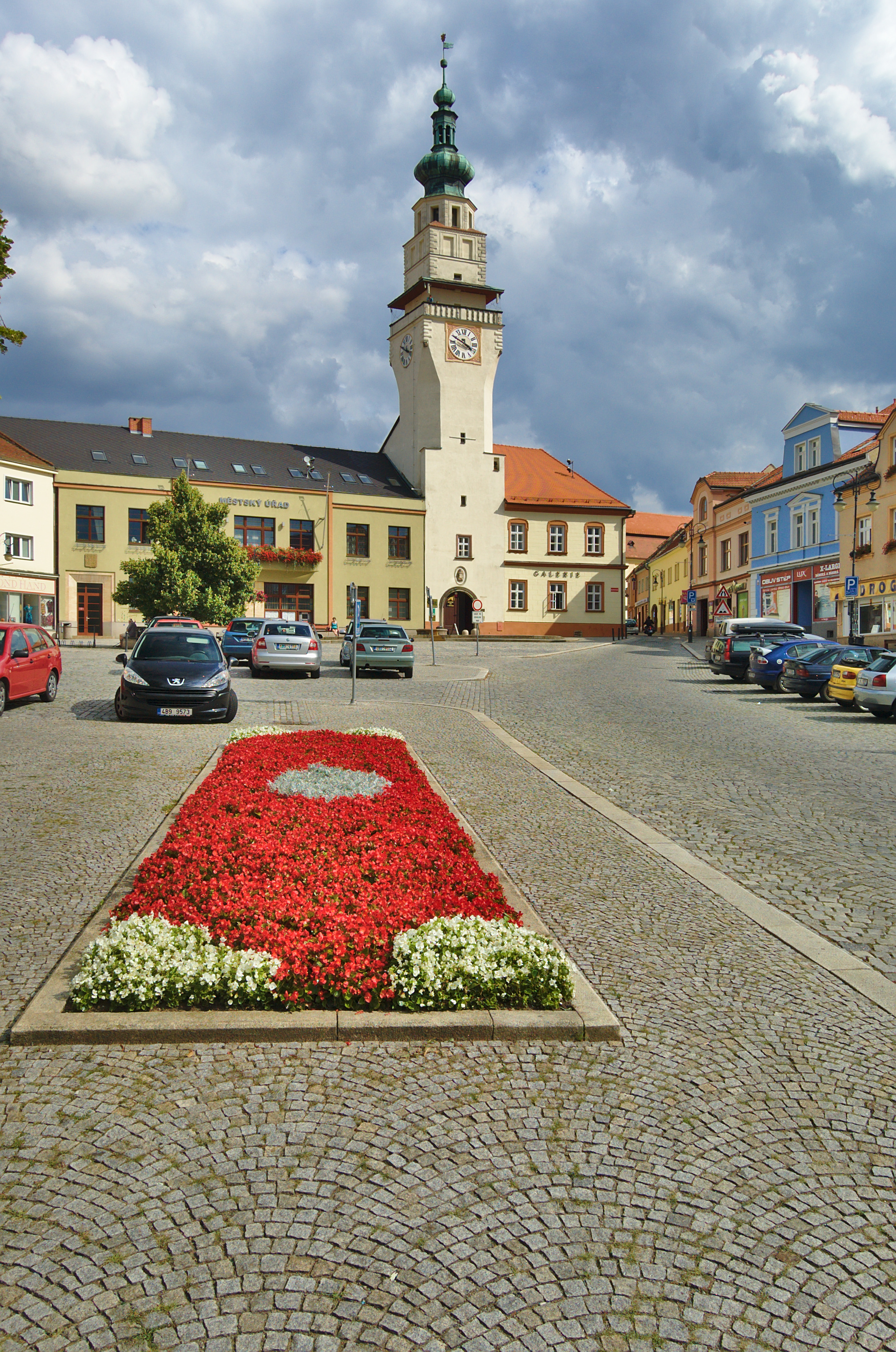
Stará radnice

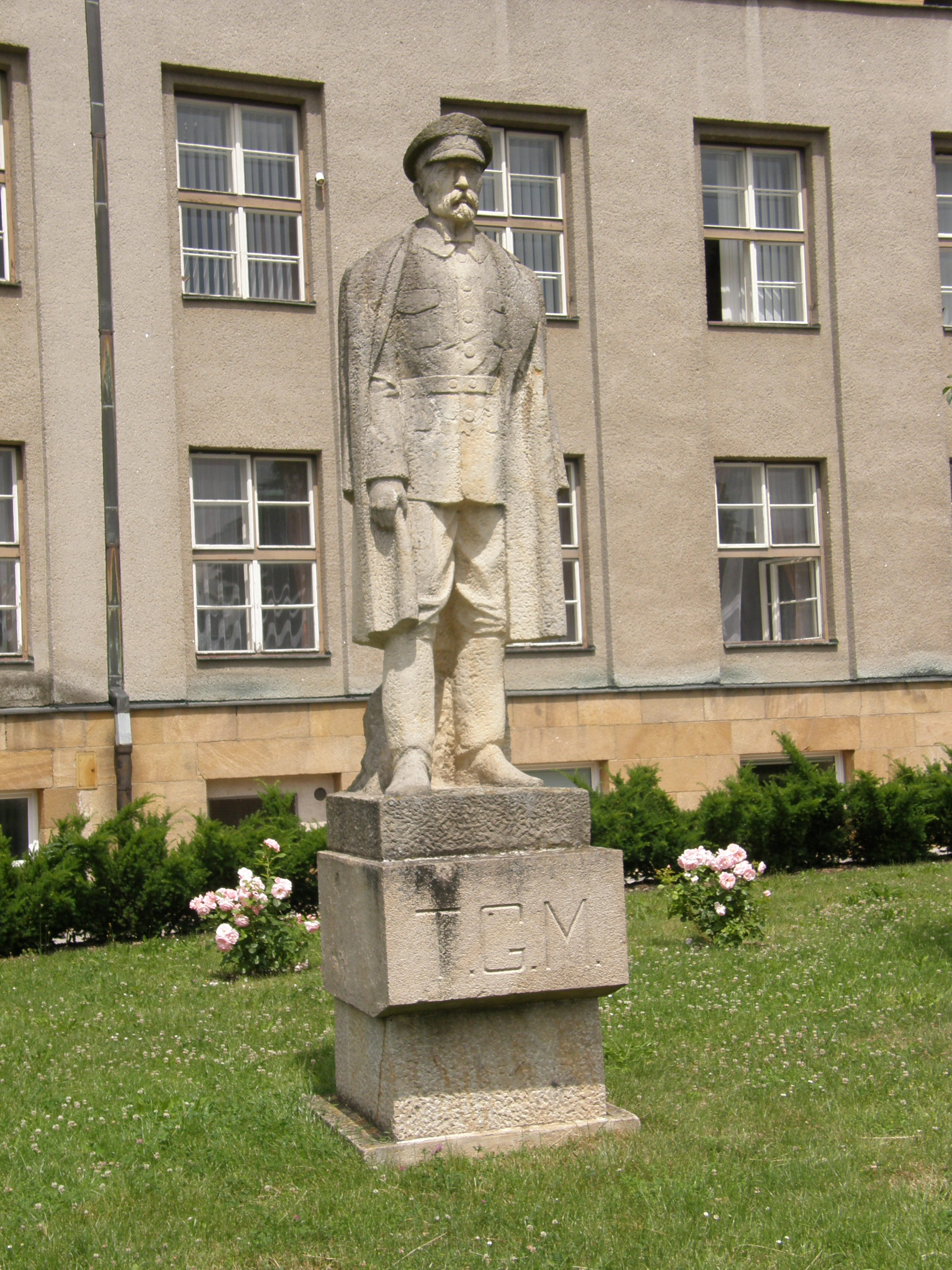
Socha Tomáše G. Masaryka

Seznam památek v Boskovicích obsahuje stručný popis významnějších památek a pamětihodností v Boskovicích.

## Historické památky
- Židovské město – v Boskovicích žila do druhé světové války židovská komunita, poprvé zmíněná k roku 1343, po které se zachoval pozůstatek někdejšího ghetta – několik domů, větší synagoga (synagoga maior) z roku 1698 a židovský hřbitov s nejstarším náhrobkem z roku 1670.
- Hrad Boskovice – jádro hradu (palác a plášťová zeď) vzniklo koncem 13. století, první zmínka je z roku 1313. Po roce 1458 rozšířen k SZ a znovu opevněn, kolem roku 1500 rozšířen také k J a po roce 1567 přestavěn, nově postavena brána a válcová hláska. Kolem roku 1700 přibyla hospodářská stavení, brzy nato ale hrad opuštěn. Rekonstrukce pro muzejní účely proběhla po roce 1950. Za dobu existence vystřídal mnoho majitelů.  V letní sezóně probíhá v areálu hradu bohatý kulturní program.
- Bašta Boskovice – patrně původní hrad Boskoviců z 1. poloviny 13. století, později připojené k hradu jako předsunutá bašta.
- Zámek Boskovice na jižním okraji města – vystavěn v empírovém slohu v letech 1819–1826 na místě zbořeného kláštera z roku 1682. Tehdejším majitelem byl František Xaver Dietrichstein. V zámku je expozice zámeckého bydlení v 1. polovině 19. století.
- Kostel sv. Jakuba Staršího na dolním konci náměstí  – trojlodní gotická stavba s věží byla založena ve 2. polovině 14. století, dostavěna kolem 1500 s plochým stropem a zaklenuta 1679. Ze 14. století pocházejí obvodové zdi a sloupy, z 15. století sochařská výzdoba, vesměs vysoké kvality. V kostele je mramorový epitaf Václava Morkovského ze Zástřízl (+1600) a jeho manželky. Ke kostelu byla roku 1670 přistavěna Loretánská kaple.
- Kostel Všech svatých při Havlíčkově ulici – prostá stavba, poprvé připomínaná roku 1505, ale patrně podstatně starší.[1]

- Stará radnice na náměstí – budova s renesančním jádrem a věží, koncem 16. století zvýšenou o zkosenou část a obydlí věžníka. Báň s lucernou je z roku 1765. Budova byla mnohokrát upravována.
- Rezidence – je jednoposchoďová barokní stavba o půdorysu ve tvaru obdélníku. Dal ji vystavět hrabě František Xaver Dietrichstein v letech 1729–1733. Tato budova byla do roku 1826 sídlem boskovicích pánů, pak v ní byla správa velkostatku. Později sloužila i lesní správě. Na budově je zasazena bronzová deska připomínající Karla Absolona od akademického sochaře Františka Fabiánka, odhalená 11. října 1970. V prvním patře bydlel také boskovický rodák – malíř Otakar Kubín. Zahrada u rezidence vznikla ve 30. letech 18. století, dlouho byla v podobě užitkové "panské zahrady". Část této zahrady přímo u budovy je proměněna na menší parčík.
- Klášter – budova na pravé straně cesty k boskovickému zámku je původně tzv. Špitál panský vystavěný Leopoldem Dietrichsteinem, uváděný roku 1756. Byl zrušen po roce 1848. Roku 1857 hrabě Alfons Mensdorff-Pouilly zde zřídil dívčí školu a sirotčinec, kde působily sestry řádu svatého Vincence z Pauly. Budova byla přestavovaná v letech 1879 a 1912. Výchovná, školní a sociální činnost v této budově pokračovala nadále, rovněž i po odchodu milosrdných sester v polovině 20. století.
- Jízdárna – jízdárna byla zbudována v polovině 19. století v novogotickém slohu. V západní části jízdárny byly stáje (nyní restaurace), východní část sloučila jako vlastní jízdárna (dnes sportovní hala). Svému původnímu účelu sloužila i po druhé světové válce, poté nějaký čas sloužila jako skladiště.
- Pánský dvůr – panský dvůr byl vybudován v 17. století jako komplex hospodářských budov a čeledníků. Po požárů roku 1823 byl přestavěn, ale zachoval si v podstatě stejnou podobu. Přízemní čtyřkřídlá budova s centrálním dvorem stojí na čtvercovém půdorysu. K jižní a východní straně byla připojena stavení ovčínů, kde až do roku 1823 byly umístěny ovce. V 50. letech 20. století přestala budova sloužit svému účelu a byla později rekonstruována ke kulturním účelům. V zadní části nádvoří byl vybudován menší bazén. Na jeho jižním okraji je umístěna socha Boženy Němcové od Miloše Axmana, odlitá v roce 1978 v Praze a odhalená 17. září 1983, kdy byl také otevřen Památník Otakara Kubína, nyní již zrušený.[1]

## Moderní pamětihodnosti
- Evangelický kostel – pocházející z roku 1941
- Divadlo NABOSO – vzniklo na podzim roku 2002 a pod režijním vedením Tomáše Trumpeše již připravilo osm představení. Poprvé se veřejnosti představilo inscenací hry Václava Havla Žebrácká opera. Druhým velkým počinem souboru se stala vlastní dramatizace detektivního románu Jana Zábrany a Josefa Škvoreckého Vražda se zárukou.
- Westernové městečko – které se nachází severně od města. V roce 2010 se zde z větší části natáčela komedie Westernstory.
- Lasákův mlýn – mlýn z roku 1888 a přestavěný roku 1994 na hotel
- Lovecký zámeček (myslivna na Rovné) – bývalý letohrádek panstva postavený v biedermaierovském slohu na počátku 30. let 19. století.

## Pamětní desky, památníky a sochy
- Pamětní deska Karla Absolona na ulici Hradní odhalená dne 18. října 1970.
- Pamětní deska Augustina Bergera na Masarykově náměstí
- Pamětní deska Petra Bílka na ulici Bílkova
- Pamětní deska Františka Lindy na Masarykově náměstí
- Pamětní deska Tomáše Špidlíka na Palackého náměstí
- Pamětní deska Leopolda Šafaříka na ulici Komenského
- Pamětní deska Karla Ševčíka na Nerudově ulici
- Pamětní deska Vincence Ševčíka na Palackého náměstí
- Pamětní deska Hermanna Ungara na ulici Zborovská
- Památník Otakara Kubína na ulici Kpt. Jaroše
- Památník obětem první a druhé světové války na ulici Hybešova
- Památník obětem druhé světové války na ulici Sokolská
- Socha Tomáše G. Masaryka na Náměstí 9. května
- Socha Boženy Němcové na ulici Sušilova
- Socha svatého Rocha na ulici Bílkova